# Sture Nottorp
Sture Nottorp, né le 12 juin 1926 à Göteborg et mort le 18 avril 1991, est un ancien pilote de rallyes et de circuits suédois.
Il fut le quatrième vainqueur de son rallye national.
Il participa également aux 24 Heures du Mans 1954 avec son compatriote  Ivar Andersson sur Frazer Nash Le Mans Bristol 2.0L I6 (abandon), et aux 24 Heures du Mans 1959 avec son compatriote Gunnar Bengtsson sur son véhicule personnel, une Saab 93 Sport Saab 0.7L I3 (2-Stroke), catégorie GT 750 cm3, terminant 12e de l'épreuve.

## Palmarès
- 1953: vainqueur du Rallye de Suède, sur Porsche (copilote Bengt Jonsson);
- 1953: vainqueur du Rallye du Soleil de Minuit, sur Porsche (copilote Bengt Jonsson);
  - 1956: 2e du rallye des tulipes, sur Saab 93 (copilote Charlie Lohmander);